# Аголец, Валентин Степанович
Валентин Степанович Аголец (24 октября 1950, Озераны, Озеранский сельсовет, Житковичский район, Гомельская область, БССР) — советский, российский, белорусский и украинский политический деятель. Министр внутренних дел Республики Беларусь (1995—1999).

## Биография
Родился 24 октября 1950 года в посёлке Озераны, Житковичского района, Гомельской области. 
В 1973 году окончил Орджоникидзевское военное училище имени Кирова, в 1984 году — Военную академию имени М. В. Фрунзе, в 1994 году — КУОС при Военной академии Генерального штаба Вооруженных Сил Российской Федерации.
Кандидат военных наук (1996).
Трудовую деятельность начал в 1968 году экспедитором отдела рабочего снабжения Житковичского леспромхоза. В 1969—1970 гг. служил в Советской Армии на должностях рядового и сержантского состава.
Во внутренних войсках с октября 1970 года — курсант Орджоникидзевского военного училища, курсовой командир в этом же училище, командир взвода, заместитель командира роты по политической части, командир роты, начальник штаба — заместитель командира батальона в 43-й конвойной дивизии (Белорусская ССР), слушатель Военной академии, командир батальона, начальник штаба — заместитель командира полка УВВ МВД СССР по Казахской и Киргизской ССР, командир 582-го полка 88-й конвойной дивизии УВВ по Средней Азии и Казахстану, старший преподаватель, заместитель начальника Ташкентского высшего военно-технического училища МВД СССР, заместитель начальника Новосибирского высшего военного командного училища МВД Российской Федерации.
С сентября 1992 года во внутренних войсках МВД Республики Беларусь — начальник УВВ, первый заместитель командующего войсками, с августа 1994 года — заместитель, с октября 1995 года — первый заместитель министра внутренних дел — командующий внутренними войсками.
В декабре 1995 года назначен на пост Министра внутренних дел.
С июля 1999 года представитель Министерства внутренних дел Республики Беларусь (МВД РБ) при Посольстве Республики Беларусь в Украине.